# Offentligt Ansattes Organisationer
Offentligt Ansattes Organisationer (OAO) er et forhandlingskartel for offentligt ansatte i kommuner, regioner og staten. De fleste af OAOs medlemsorganisationer er tillige med i Fagbevægelsens Hovedorganisation. OAO har ca, 175.000 medlemmer gennem sine 29 medlemsforbund.
Offentligt Ansattes Organisationer blev grundlagt 21. juni 2007 som en fusion mellem Det Kommunale Kartel og Statsansattes Kartel.
Formand for HK Kommunal Lene Roed er formand for OAO, mens Rita Bundgaard fra HK Stat er næstformand.

## Statsansattes Kartel
Statsansattes Kartel blev stiftet i 1986, da Statstjenestemændenes Centralorganisation I (CO I) og Sammenslutningen af Overenskomstansatte i den Statslige Sektor (CO-Stat) gik sammen. CO I's "kælenavn" "sølvsnorene" skal ses i kontrast til guldsnorene – de højere tjenestemænds organisation.